# Eva Ahnert-Rohlfs
Eva Ahnert-Rohlfs (geborene Rohlfs; * 11. August 1912 in Coburg; † 9. März 1954 in Sonneberg) war eine deutsche Astronomin.

## Leben
Eva Rohlfs wuchs in der ehemals thüringischen Residenzstadt Coburg auf. Nach dem Abitur studierte sie von 1931 bis 1933 in Würzburg, München und Kiel. Nach langer Unterbrechung nahm sie während des Zweiten Weltkriegs ihr Studium an der Universität Göttingen 1942 wieder auf. 1945 ging sie als wissenschaftliche Mitarbeiterin an die Sternwarte Sonneberg, von wo aus nicht nur der Sternenhimmel, sondern auch die nur 25 Kilometer entfernt liegende Veste Coburg gut zu beobachten ist. 
Als Assistentin Cuno Hoffmeisters, der Direktor der Sternwarte und außerdem Professor in Jena war, promovierte sie 1951 an der Friedrich-Schiller-Universität auf dem Gebiet der Astrophysik. 1952 heiratete sie Paul Ahnert, der ebenfalls als Astronom in Sonneberg arbeitete. Der Erfolg ihrer wissenschaftlichen Arbeit und ihr persönliches Glück wurden durch die sich verfestigende deutsche Teilung getrübt. Die in Sichtweite von Sonneberg liegende Heimatstadt Coburg war Anfang der 1950er Jahre für sie unerreichbar geworden. Eva Ahnert-Rohlfs starb im 42. Lebensjahr an den Folgen einer unglücklich verlaufenen Geburt.

## Schriften
- Strahlungsdruck, Poynting-Robertson-Effekt und interstellare Materie. Mitteilung der Sternwarte Sonneberg 43. 1953.
- Vorläufige Mitteilung über Versuche zum Nachweis von Meteoritischem Staub. Mitteilung der Sternwarte Sonneberg 45. 1954.
- Zur Struktur der Entstehung des Perseidenstroms (= Veröffentlichung der Sternwarte Sonneberg. Band 2). Akademie-Verlag, Berlin 1952, DNB 450034607 S. 5–38.